# Dreamhack
DreamHack — це комп'ютерний фестиваль, який проходить два рази на рік у форматі LAN party. Цей величезний фестиваль складається з концертів, змагань у галузі цифрового мистецтва та кібеспортивних змагань. DreamHack складається з кількох заходів, що проводяться по всій Європі: у Швеції, Франції, Румунії, Валенсії, Іспанії, Англії та Німеччині. Він визнаний книгою рекордів Гіннеса як кіберспортивні змагання з найбільшою кількістю учасників.
У 2007 році муніципалітет Єнчепінга, Швеція нагородив засновників Dreamhack'у грамотою за вагомий внесок в бізнес, освіту та суспільне життя місцевої громади.

## Історія фестивалю
На початку ранніх 90-тих Dreamhack був лише маленькими зборами однокласників і друзів в підвалі початкової школи міста Малунг. Пізніше, у 1994, він переїхав у шкільний кафетерій, де став одним з найбільших регіональних комп'ютерних вечірок того часу. Саме тоді  його стали називати Dreamhack.
У 1997 подію перенесли на Арену Куполен в Бурленге, Швеція, де вона стала найбільшою LAN party в Швеції і третьою по всій Скандинавії. Починаючи з 2001 року Dreamhack перенесли у виставковий центр Elmia в центрі Єнчепінга, де він проходить і дотепер.
У 2011 році компанія Dreamhack пройшла корпоративну реформу, оновлюючи свою адміністрацію. Тоді ж, вони взялися провести  League of Legends Season 1 World Championship. Незважаючи на великий успіх, наступні  League of Legends World Championship проводились самостійно компанією Riot.
15 листопада, 2012 Dreamhack оголосив, що буде співпрацювати з Major League Gaming (MLG) та Electronic Sports World Cup (ESL) для того,щоб сприяти зростанню та розвитку кіберспорту в Північній Америці та Європі.
У листопаді 2015 Modern Times Group викупила компанію Dreamhack за 244 мільйона шведських крон.
30 вересня 2020 року ESL оголосила про злиття з DreamHack. Дві компанії функціонують як одне ціле, але два бренди функціонують окремо.

## Події фестивалю
| Подія                        | Опис події |
| ---------------------------- | --- |
| Фестиваль                    | Кожен учасник фестивалю отримує в своє розпорядження стіл (60 см ширини та 83 см довжини), крісло, розетку та LAN-кабель з одним з найшвидших інтернет підключень в світі. Учасники півинні взяти з собою свій власний екран чи телевізор, а також комп'ютер чи консоль. Після вестивалю учасники можуть піти спати у спеціаль облаштовані спальні зали.                                          |
| Кіберспортивні змагання      | Змагання проводяться з різних дисциплін, таких як: Counter-Strike, Quake, StarCraft, WarCraft 3, World of WarCraft, League of Legends, Dota 2, World of Tanks. Загальний призовий фонд становить більше 3 мільйонів шведських крон. Сотні ефірів в інтернеті проводяться одночасно так щоб можна було побачити кожен вид турнірів, також трансляцію веде шведський телеканал Swedish national TV. |
| Конкурси цифрового мистецтва | На конкурс "Dreamhack Kreativ" виставляються багато робіт у сфері фото, картин, музики, 3D-моделювання, ігор, анімації та фільмів. Для багатьох це основний етап фестивалю, адже конкурси такого типу досить рідкісні і багатьом хочеться показати свої роботи. |
| Живий концерт                | Щовечора запускається великий живий концерт на основній сцені фетивалю. Технологічний напрям фестивалю гарантує, що всі виступи на сцені будуть супроводжуватися незвичними візуальними ефектами, лазерами та професійною відеоапаратурою. |
| Виставка                     | Багато компаній презентують свої продукти на "Dreamhack Expo", а також деякі ігрові компанії дозволяють учасникам спробувати ігри, які знаходяться в розробці. На виставці завжди багато семінарів та лекці, а також велика кількість магазинів з комп'ютерним обладнанням. |

## Дати та місця проведення Dreamhack
| Назва                 | Дата проведення               | Кількість учасників | Місце проведення | Країна |
| --------------------- | ----------------------------- | ------------------- | ---------------- | ------ |
| DreamHack 1994        | 1994                          | 40                  | Малунг           | Швеція |
| DreamHack 1995        | 1995                          | 80                  | Малунг           | Швеція |
| DreamHack 1996        | 1996                          | 120                 | Малунг           | Швеція |
| DreamHack Winter 1997 | Зима 1997                     | 750                 | Бурленге         | Швеція |
| DreamHack Winter 1998 | Зима 1998                     | 1,800               | Бурленге         | Швеція |
| DreamHack Winter 1999 | Зима 1999                     | 3,000               | Бурленге         | Швеція |
| DreamHack Winter 2000 | Зима 2000                     | 3,000               | Бурленге         | Швеція |
| DreamHack Winter 2001 | Зима 2001                     | 5,000               | Єнчепінг         | Швеція |
| DreamHack Summer 2002 | 13–16 Червня, 2002            | 3,000               | Єнчепінг         | Швеція |
| DreamHack Winter 2002 | 28 Листопада - 2 Грудня, 2002 | 5,000               | Єнчепінг         | Швеція |
| DreamHack Summer 2003 | 16 - 19 Червня, 2003          | 4,000               | Єнчепінг         | Швеція |
| DreamHack Winter 2003 | 27 - 30 Листопада, 2003       | 5,000               | Єнчепінг         | Швеція |
| DreamHack Summer 2004 | 17 - 20 Червня, 2004          | 4,500               | Єнчепінг         | Швеція |
| DreamHack Winter 2004 | 25 - 28 Листопада, 2004       | 5,200               | Єнчепінг         | Швеція |
| DreamHack Summer 2005 | 16 - 19 Червня, 2005          | 5,000               | Єнчепінг         | Швеція |
| DreamHack Winter 2005 | 24 - 27 Листопада, 2005       | 7,500               | Єнчепінг         | Швеція |
| DreamHack Summer 2006 | 17 - 20 Червня, 2006          | 5,000               | Єнчепінг         | Швеція |
| DreamHack Winter 2006 | 25 - 29 Листопада, 2006       | 10,600              | Єнчепінг         | Швеція |
| DreamHack Summer 2007 | 13 - 16 Червня, 2007          | 6,000               | Єнчепінг         | Швеція |
| DreamHack Winter 2007 | 29 Листопада - 2 Грудня, 2007 | 13,000              | Єнчепінг         | Швеція |
| DreamHack Summer 2008 | 15 - 17 Червня, 2008          | 7,500               | Єнчепінг         | Швеція |
| DreamHack Winter 2008 | 27 - 30 Листопада, 2008       | 11,000              | Єнчепінг         | Швеція |
| DreamHack Summer 2009 | 13 - 16 Червня, 2009          | 9,000               | Єнчепінг         | Швеція |
| DreamHack Winter 2009 | 24 - 28 Листопада, 2009       | 11,500              | Єнчепінг         | Швеція |
| DreamHack Summer 2010 | 19 - 22 Червня, 2010          | 8,000               | Єнчепінг         | Швеція |
| DreamHack Winter 2010 | 25 - 27 Листопада, 2010       | 13,600              | Єнчепінг         | Швеція |
| DreamHack Summer 2011 | 17 - 20 Червня, 2011          | 16,000              | Єнчепінг         | Швеція |
| DreamHack Winter 2011 | 24 - 27 Листопада, 2011       | 20,900              | Єнчепінг         | Швеція |
| DreamHack Summer 2012 | 15 - 18 Червня, 2012          | 15,500              | Єнчепінг         | Швеція |
| DreamHack Winter 2012 | 22 - 24 Листопада, 2012       | 20,100              | Єнчепінг         | Швеція |
| DreamHack Summer 2013 | 15 - 18 Червня, 2013          | 18,300              | Єнчепінг         | Швеція |
| DreamHack Winter 2013 | 28 Листопада - 2 Грудня, 2013 | 22,800              | Єнчепінг         | Швеція |
| DreamHack Summer 2014 | 14 - 17 Червня, 2014          | 21,600              | Єнчепінг         | Швеція |
| DreamHack Winter 2014 | 27 - 30 Листопада, 2014       | 26,600              | Єнчепінг         | Швеція |
| DreamHack Summer 2015 | 13 - 15 Червня, 2015          |                     | Єнчепінг         | Швеція |
| DreamHack Winter 2015 | 26 - 29 Листопада, 2015       |                     | Єнчепінг         | Швеція |
| DreamHack Summer 2016 | 18 - 21 Червня, 2016          |                     | Єнчепінг         | Швеція |
| DreamHack Winter 2016 | 24 - 27 Листопада, 2016       |                     | Єнчепінг         | Швеція |

## DreamHack 2010
| Дисципліни     | Gold          | Gold         | Silver          | Silver      | Bronze    | Bronze      |
| Starcraft 2    | Naama         | 100 000 крон | «MaNa»          | 30 000 крон | «Fenix»   | 20 000 крон |
| Counter-Strike | Natus Vincere |              | Mortal Teamwork |             | SK Gaming |             |
| Quake Live     | «Cypher»      | 4900 євро    | «DaHanG»        | 1600 євро   | «k1llsen» | 1000 євро   |

## DreamHack 2011 Summer
| Дисципліни         | Gold                        | Gold         | Silver                   | Silver       | Bronze                 | Bronze      |
| Counter-Strike 1.6 | SK Gaming                   | 6715 євро    | Mortal Teamwork          | 3350 євро    | Natus Vincere          | 1120 євро   |
| Starcraft 2        | «HuK» Chris Loranger        | 11 200 євро  | «Moon» Jae Ho Jang       | 5600 євро    | «Bomber»               | 2800 євро   |
| Quake Live         | «Cypher» Alexey Yanushevsky | 3850 доларів | «rapha» Shane Hendrixson | 1540 доларів | «Cooller» Anton Singov | 800 доларів |
| League of Legends  | Fnatic                      |              | against All authority    |              | Team SoloMid           |             |

## DreamHack 2011 Winter
| Дисципліни         | Gold        | Gold           | Silver         | Silver       | Bronze          | Bronze       |
| Counter-Strike 1.6 | fnatic      | 14 000 доларів | Lions          | 7500 доларів | Natus Vincere   | 5000 доларів |
| StarCraft 2        | Liquid.HerO |                | Team EG PuMa   |              | Fnatic NightEnd |              |
| Quake Live Duel    | «Cypher»    | 4373 доларів   | «rapha»        | 2186 доларів | «av3k»          | 1457 доларів |
| Quake Live TDM     | «colwn»     | 5102 доларів   | «300»          | 2259 доларів | «tRainspotting» | 1457 доларів |
| Heroes of Newerth  | Fnatic      |                | Frenetic Array |              | Lions           |              |

## DreamHack 2012 Summer
| Дисципліни          | Gold         | Gold           | Silver        | Silver         | Bronze        | Bronze       |
| Counter-Strike 1.6  | fnatic       | 7268 доларів   | Natus Vincere | 3634 доларів   | Virtus.pro    | 1817 доларів |
| StarCraft II        | MaNa         | 15 000 доларів | DIMAGA        | 7500 доларів   | fraer         | 3750 доларів |
| DotA 2              | mTw          | 14 500 доларів | Natus Vincere | 7250 доларів   | Evil Geniuses | 3625 доларів |
| Heroes of Newerth   | Fnatic.RC    | 32 500 доларів | Tt eSports    | 14 500 доларів | Trademark     | 9000 доларів |
| League of Legends   | CLG          | 15 000 доларів | Moscow Five   | 10 000 доларів | Curse         | 5000 доларів |
| Quake Live          | Rapha        | 4284 доларів   | Cypher        | -              | DaHanG        | -            |
| Bloodline Champions | MrDandiktory | -              | Razer.MiF     | -              | -             | -            |
| Battlefield 3       | Epsilon      | -              | Eyeballers    | -              | Xapso         | -            |

## DreamHack 2012 Winter
| Дисципліни              | Gold                        | Gold           | Silver               | Silver         | Bronze              | Bronze       |
| StarCraft 2             | Team Liquid.HerO            | 37 500 доларів | Team Liquid.TaeJa    | 15 000 доларів | XMG.monchi          | 7500 доларів |
| Quake Live              | evil                        | 4415 доларів   | rapha                | 2940 доларів   | Cypher              | 1470 доларів |
| DotA 2                  | No Tidehunter               | 14 000 доларів | Evil Geniuses        | 7500 доларів   | Team Empire         | 3500 доларів |
| League of Legends       | Fnatic                      |                | Counter Logic Gaming |                | Sju Sjösjuka Sjömän |              |
| Counter-Strike: GO      | NiP                         | 22 600 доларів | VeryGames            | 11 000 доларів | Mousesports         | 3670 доларів |
| Heroes of Newerth       | Trademark eSports           |                |                      |                |                     |              |
| Super Street Fighter IV | Seon «Infiltration» Woo Lee |                | Momi                 |                | F- Word             |              |

## DreamHack 2013 Summer
| Дисципліни         | Gold                | Gold           | Silver              | Silver          | Bronze                 | Bronze        |
| Counter-Strike: GO | Ninjas in Pyjamas   | 8200 євро      | Epsilon.Razer       | 4700 євро       | Virtus.pro             | 2930 євро     |
| Dota 2             | The Alliance        | 21 380 доларів | Quantic Gaming      | 10 690 долларов | Evil Geniuses          | 3820 долларов |
| World of Tanks     | Team Dignitas       | 45 000 євро    | Virtus.pro*Gametrix | 18 900 євро     | mousesports            | 13 500 євро   |
| League of Legends  | Copenhagen Wolves   | 10564 доларів  | Dark Passage        | 5282 долларов   | Heimerdinger’s Colossi | 3772 долларов |
| StarCraft 2        | mYinsanity.StarDust | 7140 євро      | EG.Jaedong          | 10 000 євро     | Property.Sjow          | 3600 євро     |

## DreamHack 2013 Winter
| Дисципліни        | Gold                  | Gold           | Silver                  | Silver         | Bronze                  | Bronze       |
| StarCraft 2       | Liquid.TaeJa          | 30 240 доларів | ST.Life                 | 15 120 доларів | AZUBU.Patience          | 9073 доларів |
| BattleField 4     | Fnatic                |                | against All authority   |                | Eyeballers              |              |
| Quake Live        | Cypher                | 7600 доларів   | Rapha                   | 3800 доларів   | Evil                    | 2300 доларів |
| Heroes of Newerth | Stay Green            | 10 500 доларів | Denial eSports          | 5300 доларів   | Lions eSports           | 3800 доларів |
| Street Fighter    | Daigo «Daigo» Umehara |                | Bruce «GamerBee» Hsiang |                | Oliver «Luffy» Hay      |              |
| Dota 2            | Na`Vi                 | 25 000 доларів | Fnatic                  | 15 000 доларів | Alliance                | 7500 доларів |
| League of Legends | SK Gaming             | 10 500 доларів | Kielys Mialem Team      | 5250 доларів   | Intellectual Playground | 3750 доларів |